# Taekwondo na Igrzyskach Afrykańskich 2011
Zawody w taekwondo na Igrzyskach Afrykańskich 2011 zostały rozegrane w dniach 14-17 września 2011 roku.

## Medaliści

### Mężczyźni
| Konkurencja   | 1. miejsce                  | 2. miejsce            | 3. miejsce                                   |
| ------------- | --------------------------- | --------------------- | -------------------------------------------- |
| do 54 kg      | Mokdad Lyamine              | Sherif Shaaban        | Stephen Karuga Njoki Usman Sulalman          |
| do 58 kg      | Mohammad Tariq Jamilu       | Hamza Gbané           | Dickson Wamwiri Yu Feng Wu                   |
| do 63 kg      | Wahid Briki                 | Khalifa Ababacar Sarr | Cedrick Botalatala Litofo Ahmed Amr Suleiman |
| do 68 kg      | Stephane Moundounga Kombila | Nidha Sbouaï          | Isah Adam Mohammad Jean Noël Obou Seri       |
| do 74 kg      | Gorome Kare                 | Seifeddine Trabelsi   | Ismaël Coulibaly Sunday Onofe                |
| do 80 kg      | Abdelrahman Osama Tawfik    | Yassine Trabelsi      | Oumar Cissé N'Guessan Sebastien Konan        |
| do 87 kg      | Ushe Shukwumerije           | Anthony Obame         | Fatao Al Hassan Issa Bamba                   |
| powyżej 87 kg | Firmin Saint Nom Zokou      | Chika Chukwumerije    | Pierre Nyok Nyok Kelvin Viriato              |

### Kobiety
| Konkurencja   | 1. miejsce           | 2. miejsce                | 3. miejsce                             |
| ------------- | -------------------- | ------------------------- | -------------------------------------- |
| do 46 kg      | Aya Roubi Farhat Ali | Bolili Miambanzila Parker | Khady Fall Mareshet Zeudu Weldehana    |
| do 49 kg      | Aminata Makou Traoré | Radwa Reda                | Joy Ekhator Lineo Mochesane            |
| do 53 kg      | Rahma Ben Ali        | Yemata Meiat Getachew     | Divine Aide Omo Brenda Mahonza Aldine  |
| do 57 kg      | Hidaja Malak Wahba   | Bineta Diédhiou           | Ruth Gbagbi Nana-Or Goundo             |
| do 62 kg      | Urgence Mouega       | Begashaw Netsanet Fekadu  | Marie Louise Ngo Ebem Sarah Njoki      |
| do 67 kg      | Seham El-Sawalhy     | Gladys Mwaniki            | Sandra Antonio Sanele Ginindza         |
| do 73 kg      | Alimatou Diallo      | Aminata Doumbia           | Sonogo Affoue Leka Mini Baridam        |
| powyżej 73 kg | Khaoula Ben Hamza    | Linda Azzedine            | Sithandile Dlamini Joyce Joseph Malfil |

## Klasyfikacja medalowa
Opracowano na podstawie materiałów źródłowych. Kolorem niebieskim oznaczono kraj organizujący igrzyska.
| Miejsce | Państwo                       | Złoto | Srebro | Brąz | Razem |
| ------- | ----------------------------- | ----- | ------ | ---- | ----- |
| 1.      | Egipt                         | 4     | 2      | 1    | 7     |
| 2.      | Tunezja                       | 3     | 3      | 0    | 6     |
| 3.      | Senegal                       | 2     | 2      | 1    | 5     |
| 4.      | Nigeria                       | 2     | 1      | 7    | 10    |
| 5.      | Gabon                         | 2     | 1      | 0    | 3     |
| 6.      | Wybrzeże Kości Słoniowej      | 1     | 1      | 5    | 7     |
| 7.      | Mali                          | 1     | 1      | 2    | 4     |
| 8.      | Algieria                      | 1     | 1      | 0    | 2     |
| 9.      | Etiopia                       | 0     | 2      | 1    | 3     |
| 10.     | Kenia                         | 0     | 1      | 3    | 4     |
| 11.     | Demokratyczna Republika Konga | 0     | 1      | 2    | 3     |
| 12.     | Kamerun                       | 0     | 0      | 2    | 2     |
| 12.     | Suazi                         | 0     | 0      | 2    | 2     |
| 14.     | Angola                        | 0     | 0      | 1    | 1     |
| 14.     | Ghana                         | 0     | 0      | 1    | 1     |
| 14.     | Kongo                         | 0     | 0      | 1    | 1     |
| 14.     | Lesotho                       | 0     | 0      | 1    | 1     |
| 14.     | Mozambik                      | 0     | 0      | 1    | 1     |
| 14.     | Południowa Afryka             | 0     | 0      | 1    | 1     |
| Razem   | Razem                         | 16    | 16     | 32   | 64    |